# Vrata, Šmartno pri Litiji
Vrata je naselje v Občini Šmartno pri Litiji.